# Tribu Cornelia
Ne pas confondre avec la gens Cornelia, gens romaine éponyme.
La tribu Cornelia (en latin classique : Cornēlǐa) est l'une des trente-et-une tribus rustiques de la Rome antique.
Les citoyens de la colonie romaine de Nyon appartenaient tous à cette tribu.